# Coassolo Torinese
Coassolo Torinese (en français Coassol) est une commune italienne d'environ 1 600 habitants située dans la ville métropolitaine de Turin dans la région Piémont dans le nord-ouest de l'Italie.

## Administration
| Période                                  | Période  | Identité     | Étiquette | Qualité |
| ---------------------------------------- | -------- | ------------ | --------- | ------- |
| depuis 14 juin 2004                      | En cours | Franco Musso |           |         |
| Les données manquantes sont à compléter. |          |              |           |         |

### Hameaux
Banche, Benne, Castiglione, San Pietro, Vauda, Vietti

### Communes limitrophes
Locana, Corio, Monastero di Lanzo, Balangero, Lanzo Torinese